# اولگا رودیونوا
اولگا رودیونوا (به روسی: Ольга Родионова) مانکن، هنرپیشه و مجری تلویزیون روسی-کروآت است.
تصاویر اولگا رودیونوا در مجلات مشهور جهان، از جمله در مجلات پلی‌بوی، ووگ، اف‌اچ‌ام و نامرو منتشر شده‌است.
اولگا رودیونوا، سومین همسر یک میلیارد اهل روسیه بنام سرگی رودیونو است. در سال ۲۰۰۹ میلادی، کتابی از تصاویر برهنه اولگا رودیونوا توسط انتشارات متعلق به همسرش به چاپ رسید.